# Roland Garros 2009

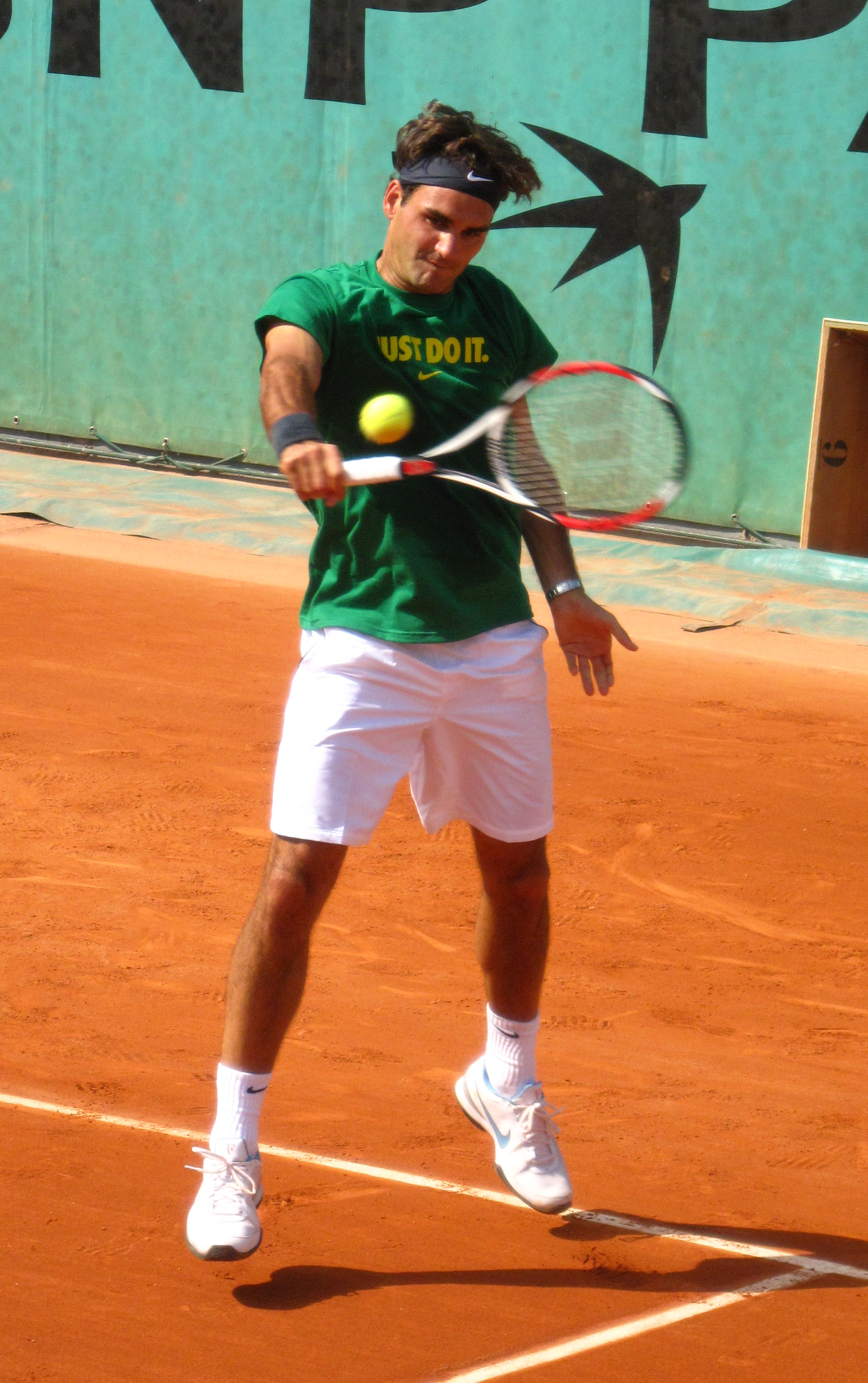
Roger Federer, winnaar bij de mannen.

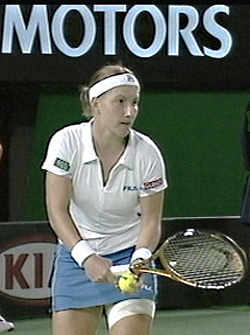
Svetlana Koeznetsova, winnares bij de vrouwen.

De 108e editie van het Franse grandslamtoernooi, Roland Garros 2009, werd gehouden van zondag 24 mei tot en met zondag 7 juni 2009. Voor de vrouwen was het de 102e editie. Het toernooi werd gespeeld in het Roland-Garrosstadion in het 16e arrondissement van Parijs.

## Titelverdedigers
Titelverdediger in het mannenenkelspel was de Spanjaard Rafael Nadal. Hij verloor in de vierde ronde.
Titelverdedigster in het vrouwenenkelspel was de Servische Ana Ivanović. Ook zij verloor in de vierde ronde.
Titelverdedigers bij het mannendubbelspel waren de Uruguayaan Pablo Cuevas en Peruaan Luis Horna. Zij werden in de derde ronde uitgeschakeld.
Titelverdedigsters bij het vrouwendubbelspel waren de Spaanse Anabel Medina Garrigues en landgenote Virginia Ruano Pascual – zij hebben de titel nog een jaar langer in hun bezit.
Titelverdedigers bij het gemengd dubbelspel waren de Wit-Russin Viktoryja Azarenka en de Amerikaan Bob Bryan. Bob Bryan wist dit jaar met zijn landgenote Liezel Huber de titel te veroveren.

## Enkelspel

### Mannen
De winnaar bij de mannen was Roger Federer. In de finale versloeg de Zwitser de Zweed Robin Söderling in drie sets: 6-1, 7-6 en 6-4. Het was zijn eerste zege in Parijs.

### Vrouwen
De winnares bij de vrouwen was Svetlana Koeznetsova. In de finale versloeg de Russin haar landgenote Dinara Safina in twee sets: 6-4 en 6-2. Het was Koeznetsova's eerste overwinning in Parijs.

## Dubbelspel

### Mannen
In het mannendubbelspel won het duo Leander Paes en Lukáš Dlouhý de finale van het duo Dick Norman / Wesley Moodie in drie sets: 3-6, 6-3 en 6-2.

### Vrouwen
Winnaressen in het vrouwendubbelspel waren de titelverdedigsters uit Spanje, Anabel Medina Garrigues en Virginia Ruano Pascual. Zij wonnen de finale van het duo Viktoryja Azarenka en Jelena Vesnina in twee sets: 6-1 en 6-1.

### Gemengd
In het gemengd dubbelspel wonnen de Amerikanen Bob Bryan en Liezel Huber. Bob Bryan had ook het jaar ervoor al de titel gewonnen. In de finale wonnen zij van het duo Marcelo Melo en Vania King.

## Belgische deelnemers

### Enkelspel

#### Mannen
Drie Belgen waren rechtstreeks geplaatst voor het toernooi. Via het kwalificatietoernooi kwam daar niemand bij. Steve Darcis en Kristof Vliegen werden in de eerste ronde uitgeschakeld. Christophe Rochus bereikte de derde ronde.
- Steve Darcis
  - 1e ronde: verslagen door Victor Hănescu (Roemenië) (nr. 30) met 68-7, 65-7, 63-7
- Christophe Rochus
  - 1e ronde: won van Fabrice Santoro (Frankrijk) met 6-3, 6-1, 3-6, 6-4
  - 2e ronde: won van Arnaud Clément (Frankrijk) met 6-1, 7-5, 4-6, 6-3
  - 3e ronde: verslagen door Jo-Wilfried Tsonga (Frankrijk) met 2-6, 2-6, 2-6
- Kristof Vliegen
  - 1e ronde: verslagen door Rui Machado (Portugal) 2-6, 4-6, 6-4, 6-2, 3-6

#### Vrouwen
Bij de vrouwen waren Kirsten Flipkens en Yanina Wickmayer rechtstreeks toegelaten tot de hoofdtabel – ze bereikten beiden de tweede ronde. Aan het kwalificatietoernooi deden geen Belgische tennisspeelsters mee.
- Kirsten Flipkens
  - 1e ronde: won van Stéphanie Foretz (Frankrijk) met 6-1, 4-6, 6-4
  - 2e ronde: verslagen door Dominika Cibulková (Slowakije) met 1-6, 0-6
- Yanina Wickmayer
  - 1e ronde: won van Urszula Radwańska (Polen) 4-6, 6-3, 6-0
  - 2e ronde: verslagen door Samantha Stosur (Australië) 3-6, 6-4, 4-6

### Dubbelspel

#### Mannen
Dick Norman haalde de finale. Onderweg versloeg hij het team van zijn landgenoot Christophe Rochus.
- Dick Norman met zijn partner Wesley Moodie (Zuid-Afrika)
  - 1e ronde: wonnen van Maks Mirni (Wit-Rusland) en Andy Ram (Israël) (nr. 7) met 7-66, 6-3
  - 2e ronde: wonnen van Jan Hernych (Tsjechië) en Christophe Rochus (België) met 6-4, 6-4
  - 3e ronde: wonnen van Simon Aspelin (Zweden) en Paul Hanley (Australië) met 3-6, 6-3, 7-5
  - kwartfinale: wonnen van José Acasuso (Argentinië) en Fernando González (Chili) met walk-over
  - halve finale: wonnen van Bob Bryan (Verenigde Staten) en Mike Bryan (Verenigde Staten) (nr. 2) met 0-6, 7-65, 6-4
  - finale: verslagen door Lukáš Dlouhý (Tsjechië) en Leander Paes (India) (nr. 3) met 6-3, 3-6, 2-6
- Christophe Rochus met zijn partner Jan Hernych (Tsjechië)
  - 1e ronde: wonnen van Andreas Beck (Duitsland) en Jean-Claude Scherrer (Zwitserland) met 6-7(3), 6-2, 6-4
  - 2e ronde: verslagen door Wesley Moodie (Zuid-Afrika) en Dick Norman (België) met 4-6, 4-6

#### Vrouwen
Yanina Wickmayer werd in de eerste ronde uitgeschakeld.
- Yanina Wickmayer met haar partner İpek Şenoğlu (Turkije)
  - 1e ronde: verslagen door Chuang Chia-jung (Taiwan) en Sania Mirza (India) (nr. 14) met 5-7, 1-6

#### Gemengd
Er waren geen Belgische deelnemers bij het gemengd dubbelspel.

## Nederlandse deelnemers

### Enkelspel

#### Mannen
Geen enkele Nederlander deed mee aan het toernooi.

#### Vrouwen
Arantxa Rus plaatste zich via het kwalificatietoernooi. Bij dit haar grandslamdebuut bereikte ze de tweede ronde.
- Arantxa Rus (Q)
  - 1e ronde: won van Olivia Sanchez (Frankrijk) met 6-1, 6-1
  - 2e ronde: verslagen door Jaroslava Sjvedova (Kazachstan) met 0-6, 2-6

### Dubbelspel
Er namen geen Nederlanders (m/v) deel aan het dubbelspel.

## Overige winnaars

### Junioren, jongens, enkelspel
Daniel Berta (Zweden) won van Gianni Mina (Frankrijk) met 6-1, 3-6, 6-3

### Junioren, meisjes, enkelspel
Kristina Mladenovic (Frankrijk) won van Darja Gavrilova (Rusland) met 6-3, 6-2

### Junioren, jongens, dubbelspel
Marin Draganja (Kroatië) en Dino Marcan (Kroatië) wonnen van Guilherme Clezar (Brazilië) en Huang Liang-chi (Taiwan) met 6-3, 6-2

### Junioren, meisjes, dubbelspel
Elena Bogdan (Roemenië) en Noppawan Lertcheewakarn (Thailand) wonnen van Tímea Babos (Hongarije) en Heather Watson (VK) met 3-6, 6-3, [10-8]

### Veteranen, mannen tot 45 jaar, dubbelspel
Paul Haarhuis (Nederland) en Cédric Pioline (Frankrijk) wonnen van Pat Cash (Australië) en Emilio Sánchez (Spanje) met 6-3, 6-4

### Veteranen, mannen vanaf 45 jaar, dubbelspel
Anders Järryd (Zweden) en John McEnroe (VS) wonnen van Mansour Bahrami (Iran) en Henri Leconte (Frankrijk) met 7-62, 6-1

### Rolstoel, mannen, enkelspel
Shingo Kunieda (Japan) won van Stéphane Houdet (Frankrijk) met 6-3, 3-6, 6-3

### Rolstoel, vrouwen, enkelspel
Esther Vergeer (Nederland) won van Korie Homan (Nederland) met 6-2, 7-5

### Rolstoel, mannen, dubbelspel
Stéphane Houdet (Frankrijk) en Michaël Jérémiasz (Frankrijk) wonnen van Robin Ammerlaan (Nederland) en Maikel Scheffers (Nederland) met 6-2, 7-5

### Rolstoel, vrouwen, dubbelspel
Korie Homan (Nederland) en Esther Vergeer (Nederland) wonnen van Annick Sevenans (België) en Aniek van Koot (Nederland) met 6-2, 6-3

## Kwalificatietoernooi (enkelspel)
Algemene regels – Aan het hoofdtoernooi (enkelspel) doen bij de mannen en vrouwen elk 128 tennissers mee. De 104 beste mannen en 108 beste vrouwen van de wereldranglijst die zich inschrijven worden rechtstreeks toegelaten. Acht mannen en acht vrouwen krijgen van de organisatie een wildcard. Voor de overige ingeschrevenen resteren dan nog zestien plaatsen bij de mannen en twaalf plaatsen bij de vrouwen in het hoofdtoernooi – deze plaatsen worden via het kwalificatietoernooi ingevuld. Aan dit kwalificatietoernooi doen nog eens 128 mannen en 96 vrouwen mee.
Via het kwalificatietoernooi probeerden de volgende Belgen en Nederlanders deelname aan het hoofdtoernooi af te dwingen:

### Belgen op het kwalificatietoernooi
Bij de heren deden vier Belgen mee: Ruben Bemelmans, Niels Desein, Dick Norman en Olivier Rochus. Alleen Rochus overleefde de eerste ronde. Hij werd in de derde ronde uitgeschakeld.
- Ruben Bemelmans
  - 1e ronde: verslagen door Horacio Zeballos (Argentinië) (nr. 15) met 62-7, 4-6
- Niels Desein
  - 1e ronde: verslagen door Lamine Ouahab (Algerije) (nr. 24) met 67-7, 5-7
- Dick Norman
  - 1e ronde: verslagen door Luka Gregorc (Slovenië) met 65-7, 4-6
- Olivier Rochus (nr. 22)
  - 1e ronde: won van Mariano Zabaleta (Argentinië) met 63-7, 6-4, 6-4
  - 2e ronde: won van Marinko Matosevic (Australië) met 7-63, 6-4
  - 3e ronde: verslagen door Peter Polansky (Canada) met 4-6, 3-6

Bij de vrouwen waren geen Belgische deelneemsters.

### Nederlanders op het kwalificatietoernooi
Drie Nederlandse heren namen deel aan het kwalificatietoernooi: Thiemo de Bakker, Jesse Huta Galung en Michel Koning – zij werden alle drie uitgeschakeld in de tweede ronde.
- Thiemo de Bakker
  - 1e ronde: won van Marsel İlhan (Turkije) met 6-4, 6-2
  - 2e ronde: verslagen door Leonardo Mayer (Argentinië) (nr. 2) met 6-4, 1-6, 6-8
- Jesse Huta Galung (29)
  - 1e ronde: won van Yuri Schukin (Kazachstan) met 6-4, 6-4
  - 2e ronde: verslagen door Franco Ferreiro (Brazilië) met 7-65, 63-7, 2-6
- Michel Koning
  - 1e ronde: won van Diego Alvarez (Argentinië) met 6-4, 6-3
  - 2e ronde: verslagen door Pablo Cuevas (Uruguay) (18) met 4-6, 4-6

Bij de dames deden Michaëlla Krajicek en Arantxa Rus mee aan het kwalificatietoernooi. Krajicek verloor in de eerste ronde; Rus bereikte het hoofdtoernooi.
- Michaëlla Krajicek (nr. 17)
  - 1e ronde: verloor van Simona Halep (Roemenië) met 4-6, 5-7
- Arantxa Rus
  - 1e ronde: won van Andreja Klepač (Slovenië) (nr. 19) met 6-4, 6-4
  - 2e ronde: won van Julia Schruff (Duitsland) met 6-4, 6-4
  - 3e ronde: won van Katie O'Brien (Groot-Brittannië) (nr. 8) met 6-4, 7-66

1891 · 1892 · 1893 · 1894 · 1895 · 1896 · 1897 · 1898 · 1899 · 1900 · 1901 · 1902 · 1903 · 1904 · 1905 · 1906 · 1907 · 1908 · 1909 · 1910 · 1911 · 1912 · 1913 · 1914 · 1915–1919 · 1920 · 1921 · 1922 · 1923 · 1924 · 1925 · 1926 · 1927 · 1928 · 1929 · 1930 · 1931 · 1932 · 1933 · 1934 · 1935 · 1936 · 1937 · 1938 · 1939 · 1940–1945 · 1946 · 1947 · 1948 · 1949 · 1950 · 1951 · 1952 · 1953 · 1954 · 1955 · 1956 · 1957 · 1958 · 1959 · 1960 · 1961 · 1962 · 1963 · 1964 · 1965 · 1966 · 1967
↓ open tijdperk ↓
1968 (m-v-md-vd-gd) · 1969 (m-v-md-vd-gd) · 1970 (m-v-md-vd-gd) · 1971 (m-v-md-vd-gd) · 1972 (m-v-md-vd-gd) · 1973 (m-v-md-vd-gd) · 1974 (m-v-md-vd-gd) · 1975 (m-v-md-vd-gd) · 1976 (m-v-md-vd-gd) · 1977 (m-v-md-vd-gd) · 1978 (m-v-md-vd-gd) · 1979 (m-v-md-vd-gd) · 1980 (m-v-md-vd-gd) · 1981 (m-v-md-vd-gd) · 1982 (m-v-md-vd-gd) · 1983 (m-v-md-vd-gd) · 1984 (m-v-md-vd-gd) · 1985 (m-v-md-vd-gd) · 1986 (m-v-md-vd-gd) · 1987 (m-v-md-vd-gd) · 1988 (m-v-md-vd-gd) · 1989 (m-v-md-vd-gd) · 1990 (m-v-md-vd-gd) · 1991 (m-v-md-vd-gd) · 1992 (m-v-md-vd-gd) · 1993 (m-v-md-vd-gd) · 1994 (m-v-md-vd-gd) · 1995 (m-v-md-vd-gd) · 1996 (m-v-md-vd-gd) · 1997 (m-v-md-vd-gd) · 1998 (m-v-md-vd-gd) · 1999 (m-v-md-vd-gd) · 2000 (m-v-md-vd-gd) · 2001 (m-v-md-vd-gd) · 2002 (m-v-md-vd-gd) · 2003 (m-v-md-vd-gd) · 2004 (m-v-md-vd-gd) · 2005 (m-v-md-vd-gd) · 2006 (m-v-md-vd-gd) · 2007 (m-v-md-vd-gd) · 2008 (m-v-md-vd-gd) · 2009 (m-v-md-vd-gd) · 2010 (m-v-md-vd-gd) · 2011 (m-v-md-vd-gd) · 2012 (m-v-md-vd-gd) · 2013 (m-v-md-vd-gd) · 2014 (m-v-md-vd-gd) · 2015 (m-v-md-vd-gd) · 2016 (m-v-md-vd-gd) · 2017 (m-v-md-vd-gd) · 2018 (m-v-md-vd-gd) · 2019 (m-v-md-vd-gd) · 2020 (m-v-md-vd) · 2021 (m-v-md-vd-gd) · 2022 (m-v-md-vd-gd) · 2023 (m-v-md-vd-gd) · 2024 (m-v-md-vd-gd)
Lijst van Roland Garroswinnaars